# Атія
Атія (рум. Atia) — село у повіті Харгіта в Румунії. Входить до складу комуни Корунд.
Село розташоване на відстані 240 км на північ від Бухареста, 53 км на захід від М'єркуря-Чука, 121 км на схід від Клуж-Напоки, 99 км на північ від Брашова.

## Населення
За даними перепису населення 2002 року у селі проживали 266 осіб, усі — угорці. Усі жителі села рідною мовою назвали угорську.